# FHM
FHM is een tijdschrift voor mannen dat zich richt op mannen tussen de 18 en 40 jaar. FHM (wat staat voor For Him Magazine) verschijnt wereldwijd in verschillende landen. 
Het tijdschrift besteedt aandacht aan lifestyle onderwerpen als film, series, muziek, games, sport, auto's, mode, gadgets en vrouwen. Vrouwen die voor FHM hebben geposeerd zijn onder anderen: Katja Schuurman, Chantal Janzen, Ellemieke Vermolen, Georgina Verbaan, Victoria Koblenko, Kim Feenstra en Yolanthe Cabau.
De Nederlandse editie begon in het jaar 2000. Tot en met 2013 verscheen het eens per maand als tijdschrift om daarna als online magazine verder te gaan. 
FHM staat sinds 2013 onder leiding van hoofdredacteur Chris Riemens.

## FHM500
Sinds 2011 wordt elk jaar de FHM500-verkiezing georganiseerd: een tijdschrift waarin de 500 Mooiste Vrouwen van Nederland worden geselecteerd, een afgeleide van de 100 Sexiest-verkiezing die tussen 2000 en 2010 werd gehouden. De FHM500-verkiezing werd gewonnen door onder anderen Doutzen Kroes, Tess Milne, Kim Feenstra, Nochtli Peralta Alvarez, Shelly Sterk, Jessie Jazz Vuijk, Sylvana IJsselmuiden en Monica Geuze.